# 大谷暢裕
大谷 暢裕（おおたに ちょうゆう、1951年（昭和26年）8月17日 - ）は、真宗大谷派の僧侶。物理学者。真宗大谷派第26代門首（現門首）。院号は「能慈院」、法名は修如。

## 経歴
第二十四代門首大谷光暢（闡如）の弟である大谷暢慶の子として生まれ、真宗大谷派第二十五代門首大谷暢顯（淨如）の従弟である。
1歳の時からブラジルに居住しており、ブラジル国籍を有する。妻は日系二世で薬剤師。日本語、英語、ポルトガル語を話すが、日常における会話や読み書きはポルトガル語を用いる。
1976年、サンパウロ大学物理学部学士課程を卒業。1979年、航空技術研究所に勤務。1985年、サンパウロ大学にて物理学博士号を取得。1992年4月7日に得度する。2011年11月22日、鍵役・開教司教に就任。
2014年4月30日、真宗大谷派は次期門首を選定する「継承審議会」において、暢裕を門首後継者に決定したと発表。里雄康意宗務総長は選定理由として、「門首（大谷暢顯）の最近親の血統の男子に当たること、鍵役・開教司教として任を全うして頂いていること」と説明した。
2015年3月、日本に帰国し、2017年3月28日に長男の大谷裕が鍵役に就任する。2020年7月1日、真宗大谷派第二十六代門首に就任。同日の本山の晨朝勤行に門首として出仕した。